# North Downs
North Downs är en ås eller serie kullar i södra England, strax söder om London.  Den löper i väst-östlig riktning och har bildats genom erodering av sluttande kalkstenslager, som ger skarpa sluttningar mot söder. Högsta punkten är 267 meter över havet. 